# Солистка балета (фильм)
«Солистка балета» — советский художественный фильм 1947 года. Режиссёр — Александр Ивановский.

## Сюжет
Романтический музыкальный фильм о творческом пути двух молодых артистов, любящих друг друга — балерины Наташи Субботиной и оперного певца Алексея Озерова.

## В ролях
- Мира Редина — Наташа Субботина
- Виктор Казанович — Алексей Озеров
- Ольга Жизнева — Вера Георгиевна Нелидова, преподаватель хореографического училища
- Владимир Гардин — профессор консерватории Любомирский
- Галина Уланова — балерина Синельникова
- Владимир Преображенский — её партнер
- Нонна Ястребова — Ольга Верейская
- Нина Болдырева — мать Ольги
- Константин Адашевский — отец Ольги
- Александр Орлов — аккомпаниатор Аполлон Владимирович Иволгин
- Фёдор Курихин — Кузьма, швейцар хореографического училища
- Анатолий Нелидов — дедушка Наташи
- Александра Тришко — бабушка Наташи
- М.Ф. Камалетдинов — Николай Лебедев, партнер Наташи

В титрах не указаны:
- Татьяна Пилецкая — эпизод

## Съёмочная группа
- Авторы сценария: Арон Эрлих, Александр Ивановский
- Режиссёр: Александр Ивановский
- Оператор: Аркадий Кольцатый
- Художник: Исаак Махлис
- Композитор: Венедикт Пушков

## Критика
Руководитель советской кинематографии того времени И.Г. Большаков назвал картину посредственной.
Вскоре после выхода фильма А. Стоянов раскритиковал его в журнале «Искусство кино». Он оценивал фильм следующим образом: «Всё наивно и нелепо до предела и кажется странным, что фильм всё-таки склеен и претендует на какую-то целостность». По мнению критика, «жанр музыкальной комедии в этом случае удивительно оскудел», а «сценарий А. Эрлиха является первой и главной причиной неудачи фильма». При этом в рецензии высоко была оценена исполнительница главной роли: «Редина обладает внутренним обаянием, и можно себе представить, насколько ярче и целеустремленнее была бы её игра, если бы сценарные задачи и режиссёрское руководство были достойны её драматического и танцевального таланта».
Кинокритик Ростислав Юренев отмечал «появление на экране … молодой артистки М. Рединой, которая блеснула непосредственностью молодости, врождённым артистическим тактом, несомненными задатками подлинной актрисы и техникой хорошей балерины». Однако в целом он считал фильм неудачным. По его мнению, «авторы фильма, оперируя старым сюжетом и трафаретными образами, повторяют привычную ложь о лёгкости достижения успеха в искусстве», а «любовные перипетии решены в фильме тускло, неостроумно, шаблонно».